# Норт-Гудзон (Вісконсин)
Норт-Гудзон (англ. North Hudson) — селище (англ. village) в США, в окрузі Сент-Круа штату Вісконсин. Населення — 3803 особи (2020).

## Географія
Норт-Гудзон розташований за координатами 44°59′45″ пн. ш. 92°45′18″ зх. д. / 44.99583° пн. ш. 92.75500° зх. д. (44.995765, -92.754998).  За даними Бюро перепису населення США в 2010 році селище мало площу 6,16 км², з яких 4,06 км² — суходіл та 2,10 км² — водойми.

## Демографія
Згідно з переписом 2010 року, у селищі мешкало 3768 осіб у 1471 домогосподарстві у складі 1048 родин. Густота населення становила 611 осіб/км².  Було 1552 помешкання (252/км²).
Расовий склад населення:
| - 96,2 % — білих - 0,9 % — чорних або афроамериканців - 0,6 % — корінних американців - 0,3 % — азіатів - 0,1 % — вихідців з тихоокеанських островів |

До двох чи більше рас належало 1,0 %. Частка іспаномовних становила 1,9 % від усіх жителів.
За віковим діапазоном населення розподілялося таким чином: 26,0 % — особи молодші 18 років, 63,8 % — особи у віці 18—64 років, 10,2 % — особи у віці 65 років та старші. Медіана віку мешканця становила 38,9 року. На 100 осіб жіночої статі у селищі припадало 97,1 чоловіків;  на 100 жінок у віці від 18 років та старших — 97,7 чоловіків також старших 18 років.
Середній дохід на одне домашнє господарство  становив 85 286 доларів США (медіана — 81 484), а середній дохід на одну сім'ю — 97 656 доларів (медіана — 92 611). Медіана доходів становила 73 257 доларів для чоловіків та 49 511 долар для жінок. За межею бідності перебувало 8,5 % осіб, у тому числі 15,0 % дітей у віці до 18 років та 7,8 % осіб у віці 65 років та старших.
Цивільне працевлаштоване населення становило 1982 особи. Основні галузі зайнятості: освіта, охорона здоров'я та соціальна допомога — 29,8 %, виробництво — 14,0 %, роздрібна торгівля — 11,8 %.